# 소피 그레구아르 트뤼도

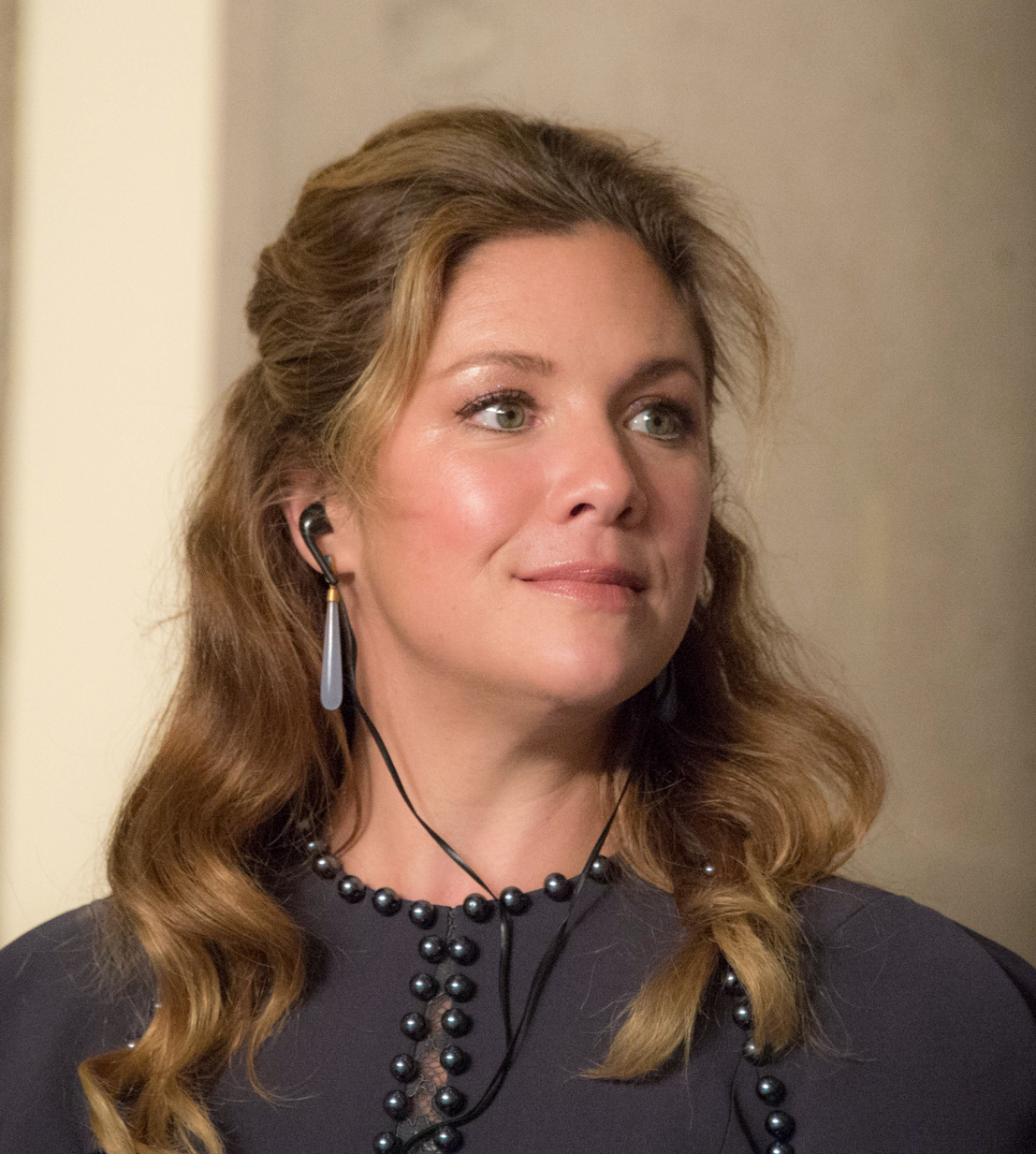
소피 그레구아르

소피 그레구아르(프랑스어: Sophie Grégoire, 1975년 4월 24일 ~ ), 또는 소피 그레구아르 트뤼도(프랑스어: Sophie Grégoire Trudeau)는 캐나다의 23대 총리 쥐스탱 트뤼도의 아내이다. 본래 텔레비전 진행자였으며 현재는 주로 여성과 어린이 문제에 중점을 둔 자선 활동과 연설에 참여하고 있다.
2020년 3월 12일, 그녀는 영국에서 연설을 마치고 귀국한 직후 독감과 유사한 증상을 보인 후 남편과 함께 자가격리하였다. 총리실은 그날 그녀가 코로나바이러스감염증-19에 감염된 것으로 확인하였다.